# Louis Yamaguchi
Louis Takaji Julien Thébault Yamaguchi (山口 瑠伊 Yamaguchi Louis?), född 28 maj 1998 i La Garenne-Colombes i Frankrike, är en japansk-fransk fotbollsspelare (fotbollsmålvakt).
I maj 2017 blev han uttagen i Japans trupp till U20-världsmästerskapet 2017.